# یوان مینگ
 یوان مینگ (انگلیسی: Yuan Meng؛ زاده ۹ مهٔ ۱۹۸۶) یک تنیس‌باز اهل جمهوری خلق چین است.